# Evita (музика из филма)
Evita је трећи саундтрек албум поп певачице Мадоне, издат 25. октобра 1996. године. Издала га је компанија Warner Bros.. Поред Мадоне, на албуму можемо чути и друге глумце из филма, попут Антонија Бандераса и Џонатана Прајса. Изашао је како би промовисао и пропратио истоимени филм из 1996. Продат је у отприлике 11 милиона примерака.

## Информације о албуму
Саундтрек је издат у два различита формата; прво је дупли диск под називом , и садржи све песме из филма, по реду појављивања, а друго издање је само један диск под називом , и садржи најбоље песме из филма.
Албум је био интернационални успех, достигавши #2 у САД и #1 у Уједињеном Краљевству. Садржи три Мадонина велика сингла: добитника Оскара и Златног Глобуса You Must Love Me, који је једина нова песма написана за филм, с обзиром да су све остале коришћене у ранијој позоришној адаптацији мјузикла, Don't Cry for Me Argentina и Another Suitcase in Another Hall.
Албум, као и филм, запажен је по Мадониним изузетним вокалним интерпретацијама песама, које су многи хвалили, и по први пут није било коментара на рачун њених осредњих вокалних способности. Ипак, чињеница је да је узимала часове певања као припрему за филм.
Мадона је касније искористила инструментал песме Don't Cry for Me Argentina на својој Drowned World турнеји, а изводила је и Lament на Re-Invention турнеји.

## Списак песама на 2CD издању
| #   | Први диск                                   | Други диск                                     |
| --- | ------------------------------------------- | ---------------------------------------------- |
| 1.  | *Оркестар, Џон Мосери                       | *Џонатан Прајс                                 |
| 2.  | *Оркестар, Џон Мосери                       | *Мадона                                        |
| 3.  | *Мадона, Антонио Бандерас                   | *Мадона                                        |
| 4.  | *Џими Нејл                                  | *Антонио Бандерас, Мадона                      |
| 5.  | *Мадона, Џими Нејл, Антонио Бандерас        | *Мадона                                        |
| 6.  | *Мадона                                     | *Антонио Бандерас, Гери Букер, Питер Поликарпу |
| 7.  | *Мадона                                     | *Мадона, Антонио Бандерас                      |
| 8.  | *Мадона, Антонио Бандерас                   | *Антонио Бандерас                              |
| 9.  | *Антонио Бандерас                           | *Мадона                                        |
| 10. | *Џими Нејл, Џонатан Прајс, Антонио Бандерас | *Џонатан Прајс                                 |
| 11. | *Мадона, Џонатан Прајс                      | *Оркестар, Џон Мосери                          |
| 12. | *Мадона, Андреа Кор, Џонатан Прајс          | *Мадона, Антонио Бандерас                      |
| 13. | *Антонио Бандерас, Мадона                   | *Мадона, Џонатан Прајс                         |
| 14. | *Џонатан Прајс, Антонио Бандерас            | *Мадона                                        |
| 15. |                                             | *Мадона                                        |
| 16. |                                             | *Оркестар, Џон Мосери                          |
| 17. |                                             | *Мадона, Антонио Бандерас                      |

## Списак песама на 1CD издању
| #   | Име |
| --- | --- |
| 1.  |     |
| 2.  |     |
| 3.  |     |
| 4.  |     |
| 5.  |     |
| 6.  |     |
| 7.  |     |
| 8.  |     |
| 9.  |     |
| 10. |     |
| 11. |     |
| 12. |     |
| 13. |     |
| 14. |     |
| 15. |     |
| 16. |     |
| 17. |     |
| 18. |     |
| 19. |     |

## Синглови
| #  | Име     | Датум                                            |
| -- | ------- | ------------------------------------------------ |
| 1. |         | 21. октобар 1996.                                |
| 2. |         | децембар 1996. (Европа), 11. фебруар 1997. (САД) |
| 3. | (УК)    | 18. март 1997.                                   |
| 4. | (промо) | 19. август 1997.                                 |

## Продаја
| Држава               | Највиша позиција на листи | Сертификација      | Продаја     |
| -------------------- | ------------------------- | ------------------ | ----------- |
| 'Аустрија            | 1                         | 2x Платинаст       | 40 000+     |
| Бразил               |                           | Златни             | 100 000+    |
| Финска               | 17                        |                    |             |
| Француска            | 2                         |                    |             |
| Немачка              | 2                         | Платинаст          | 500 000+    |
| Холандија            | 6                         | Златни             | 50 000+     |
| Норвешка             | 3                         | Златни             | 20 000+     |
| Шведска              | 5                         |                    |             |
| Швајцарска           | 1                         | Платинаст          | 50 000+     |
| Уједињено Краљевство | 1                         |                    |             |
| САД                  | 2                         | 5x Платинаст       | 2 500 000+  |
| СВЕТ                 |                           | [ 8 ] [ 9 ] [ 10 ] | 11 000 000+ |